# We Are All We Need
We Are All We Need é o quarto álbum do grupo de música eletrônica Above & Beyond. O álbum conta com participações de Zoë Johnston, Alex Vargas, Gemma Hayes e Justine Suissa.
O álbum explora ainda mais o estilo do Progressive House, distanciando das raízes Trance do grupo.
"Little Something" marca a primeira aparição de Justine Suissa com o Above & Beyond fora do projeto OceanLab.

## Faixas[1]
| N.º | Título                                     | Producer(s)                       | Duração |  |
| 1.  | "Quieter Is Louder"                        | Above & Beyond Andrew Bayer [a]   | 1:57    |  |
| 2.  | "We're All We Need" (com Zoë Johnston)     | Above & Beyond Johnston Bayer [a] | 4:22    |  |
| 3.  | "Blue Sky Action" (com Alex Vargas)        | Above & Beyond Bayer              | 4:44    |  |
| 4.  | "Peace of Mind" (com Zoë Johnston)         | Above & Beyond Bayer Johnston     | 4:31    |  |
| 5.  | "Counting Down the Days" (com Gemma Hayes) | Above & Beyond Bayer [a]          | 4:48    |  |
| 6.  | "Sticky Fingers" (com Alex Vargas)         | Above & Beyond Bayer              | 3:29    |  |
| 7.  | "Hello"                                    | Above & Beyond Bayer              | 4:05    |  |
| 8.  | "Little Something" (com Justine Suissa)    | Above & Beyond Suissa Bayer [a]   | 5:11    |  |
| 9.  | "All Over the World" (com Alex Vargas)     | Above & Beyond Bayer Vargas       | 4:46    |  |
| 10. | "Fly to New York" (com Zoë Johnston)       | Above & Beyond Bayer Johnston     | 5:21    |  |
| 11. | "Making Plans" (com Alex Vargas)           | Above & Beyond Bayer [a]          | 5:04    |  |
| 12. | "Out of Time"                              | Above & Beyond Bayer [a]          | 4:12    |  |
| 13. | "Excuses"                                  | Above & Beyond Bayer              | 5:45    |  |
| 14. | "Save Me" (com Zoë Johnston)               | Above & Beyond Bayer [a]          | 4:55    |  |
| 15. | "Sink the Lighthouse" (com Alex Vargas)    | Above & Beyond Bayer [a]          | 4:12    |  |
| 16. | "Treasure" (com Zoë Johnston)              | Above & Beyond Bayer              | 3:46    |  |

Notes
- ↑[a]  significa uma produção adicional

1. 1 2  Store, Anjuna Music, Above & Beyond - We Are All We Need. Anjuna Music Store., consultado em 1 de fevereiro de 2022